# Metal Gear Solid
Metal Gear Solid (яп. メタルギアソリッド мэтару гиа сориддо, сокр. MGS)  — компьютерная игра в жанре стелс-экшен. Проект разработан компанией Konami и изначально выпущен для игровой приставки Sony PlayStation в 1998 году. Позднее игра была портирована на PC. Это четвёртая игра во вселенной Metal Gear. Продюсер, режиссёр, геймдизайнер и сценарист игры ― создатель серии Хидэо Кодзима.
Сюжетно Metal Gear Solid является прямым продолжением Metal Gear 2: Solid Snake и рассказывает об антитеррористической операции на базе по утилизации ядерного оружия на вымышленном острове Лисьего архипелага Шэдоу-Мозес, захваченном группой солдат специального назначения из подразделения FOXHOUND. Главный герой игры, Солид Снейк, должен проникнуть на базу, спасти заложников и не дать террористам нанести ядерный удар. В Metal Gear Solid были развиты и дополнены элементы игрового процесса, которые впервые появились в Metal Gear и Metal Gear 2: Solid Snake ― игрок, управляя Солидом Снейком, должен провести его мимо многочисленных часовых и охранников, по возможности избегая встречи с ними и не попадаясь им на глаза. Также героя ожидает ряд поединков с боссами. Игра отличается сложным и многогранным сюжетом, а также кинематографичностью.
Игра получила высокие оценки в прессе и была коммерчески успешной: было продано более 6 миллионов копий, а на сайте Metacritic игра имеет 94 балла из 100. Её часто называли одной из лучших игр всех времён, кроме того, именно ей приписывают популяризацию стелс-экшена как жанра компьютерных игр. Позже Konami выпустила расширенную версию игры для PlayStation и ПК Metal Gear Solid: Integral и ремейк игры для игровой консоли GameCube Metal Gear Solid: The Twin Snakes.

## Игровой процесс

Снейк способен выглядывать из-за угла, прислонившись к стене. Эта возможность уже стала стандартом де-факто в большинстве игр от третьего лица.

Основы игрового процесса заимствованы из Metal Gear 2: Solid Snake на MSX — трёхмерная графика применяется для лучшей реализации старых идей. Игрок, управляя главным героем Солидом Снейком, должен довести его из точки А в точку Б, стараясь не попадаться на глаза патрульным. Патрульные способны заметить Снейка, не только увидев его: они могут услышать его шаги или самостоятельно выследить его по оставленным следам. Чтобы избежать встречи с ними, необходимо использовать игровые возможности и способности протагониста ― прислонившись к стене, можно выглянуть из-за угла и оценить ситуацию, оставаясь незамеченным; можно обойти охрану по вентиляционным шахтам; отвлечь внимание неприятеля поможет стук по стене. Если же Снейк обнаружен (попал в зону видимости охранника или камеры наблюдения), то поднимается тревога, и в локацию начинают непрерывно стягиваться вражеские солдаты. Расправиться с ними, имея подходящее оружие, довольно просто, но бессмысленно, поскольку поток врагов бесконечен
. Единственный способ пройти дальше — спрятаться где-нибудь и подождать, пока обратный отсчёт таймера тревоги не достигнет нуля. На низком и нормальном уровне сложности в правом верхнем углу экрана показан радар — мини-карта, позволяющая быстро определять местоположение Снейка и часовых.
Как и в предыдущих играх серии, у Снейка имеется собственный инвентарь, в который на протяжении игры добавляются все найденные предметы, например, картонные коробки (используя их, герой незамеченным пробирается мимо часовых), сигареты (дают возможность обнаружить инфракрасные сенсоры, но медленно уменьшают количество здоровья), пайки (восстанавливают здоровье), и т.д. Есть также широкий выбор оружия, которое Снейк может найти во время операции: начиная от пистолета SOCOM и пластиковой взрывчатки C-4 и заканчивая снайперской винтовкой PSG-1 и переносным зенитно-ракетным комплексом «Стингер». У Снейка есть также возможность драться в рукопашном бою, бросать противников на пол или, подкравшись сзади, свернуть шею вражескому часовому.
Стандартные задачи сопровождаются решением загадок и поединками с боссами. Каждое сражение с боссом в этой игре — уникальная задача со множеством возможных вариантов решений, не обязательно с применением грубой силы. Сюжет и игровой процесс построены таким образом, чтобы постепенно подготовить игрока ко встрече с новым противником, о котором затем можно получить исчерпывающую информацию. После каждой победы над боссом Снейк становится сильнее — у него увеличивается шкала здоровья и максимальное количество патронов, которое он может носить.
Сюжет в этой игре подаётся через катсцены, а также переговоры Снейка с другими персонажами по устройству, называемому кодек. Через кодек игрок может получить подсказку от различных персонажей, получить описание того или иного предмета или оружия, и даже сохранить игру. Знакомясь с новым персонажем, Снейк получает его частоту, настроившись на которую, можно вызвать персонажа на связь по кодеку.
Помимо основного сюжетного режима, в игре присутствует также множество тренировочных миссий в виртуальной реальности (ВР-миссии). В них игрок, управляя Снейком, должен проходить небольшие уровни. Миссии разделены на три категории: тренировочные, на время и со стрельбой. Всего в игре несколько десятков ВР-миссий.

## Сюжет

### Персонажи
Главный герой игры — Солид Снейк, легендарный солдат, проявивший себя при операциях в Аутер-Хэвен и в Занзибарии. Во время миссии Снейк получает поддержку по кодеку от различных персонажей. Полковник Рой Кэмпбэлл — организатор операции проникновения на Шэдоу-Мозес, который поначалу скрывает многие детали операции от Снейка, но затем становится откровеннее.
Также поддержку оказывают доктор Наоми Хантер, медик и эксперт по генетике, Наташа Романенко, эксперт в области ядерного вооружения и разоружения, инструктор Миллер, который даёт советы по выживанию во вражеской среде, и Мэй Лин, которая и создала систему солитонного радара, кроме того, Мэй Лин обеспечивает игрока сохранением игры.
Главный злодей игры — Ликвид Снейк, генетический «брат» Солида Снейка, лидер восставшего отряда FOXHOUND. Его подручными являются Декой Октопус, мастер перевоплощения, Револьвер Оцелот, любитель стрельбы из револьверов и специалист по допросам и пыткам, Психо Мантис, владеющий телепатией и телекинезом, Снайпер Вульф, обольстительная женщина-снайпер, и Вулкан Рэйвен, аляскинский шаман крупного телосложения, вооружённый пушкой M61 Vulcan.
Важные роли в сюжете играют Мэрил Сильвербёрг, племянница (как выясняется позже, на самом деле дочь) полковника Кэмпбэлла, которую взяли в плен незадолго до событий игры из-за того, что она не захотела участвовать в вооружённом восстании FOXHOUND; доктор Хэл Эммерих, известный под прозвищем «Отакон», трусоватый и наивный, но добрый и отзывчивый учёный, который спроектировал «Metal Gear REX», а также большой любитель аниме; таинственный киборг-ниндзя, который, по собственному утверждению, не является ни другом, ни врагом Снейку, однако противостоит восставшим членам FOXHOUND.
Среди других персонажей: заложники Дональд Андерсон, шеф DARPA, и Кеннет Бейкер, президент Armstech, при поддержке которых был разработан «Metal Gear REX», а также   контролирующий всю операцию министр обороны США Джим Хаузмен, который стоит над полковником Роем Кэмпбэллом, и комический персонаж Джонни Сасаки, солдат-неудачник, страдающий от диареи.

### История
Действие Metal Gear Solid разворачивается в альтернативной версии нашего мира, основные моменты истории оставлены без изменения.
В конце февраля 2005 года группа американских спецвойск из подразделения FOXHOUND при поддержке особых, генетически усиленных солдат отряда «Сил Специального Назначения Следующего Поколения» (англ. Next-Generation Special Forces) проводит вооружённое восстание во время военной демонстрации на острове Шэдоу-Мозес (вымышленный остров, входящий в состав Лисьих островов близ Аляски), месте утилизации атомного оружия. В итоге они получают контроль над ядерным арсеналом, а также над «Метал гиром», особым гигантским роботом, способным запускать ядерные боеголовки. Требования террористов абсурдны — они хотят получить от правительства США останки «величайшего солдата в истории», известного как Биг Босс (англ. Big Boss), угрожая Белому дому ядерным ударом.
Легендарный солдат Солид Снейк после событий в Занзибарии стал отшельником и проживает на Аляске. Однако по просьбе бывшего командира и старого друга полковника Роя Кэмпбелла он соглашается участвовать в операции по спасению заложников и нейтрализации террористов.
Проникнув на базу, Снейк приступает к первоочередной задаче — розыску двух важных персон, Кеннета Бейкера и Дональда Андерсона. Встретившись с Андерсоном, Снейк узнает о том, что проект «Метал гир», вопреки его ожиданиям, не был свёрнут, и что новую модель разрабатывают прямо на острове Шэдоу-Мозес. После продолжительной беседы Андерсон умирает якобы от сердечного приступа.
Найдя второго заложника, Бейкера, герой встречается с одним из ключевых героев всей серии, Револьвером Оцелотом. После короткого диалога и непродолжительной перестрелки появляется загадочный киборг-ниндзя и отрубает Оцелоту руку, после чего скрывается. Бейкер вскоре умирает от сердечного приступа, как и Андерсон, перед смертью успев поведать Снейку о создании «Метал гир Рекс», и посоветовав связаться с девушкой, Мэрил Сильвербёрг, которую Снейк уже встречал, пытаясь вызволить Дональда Андерсона из тюремной камеры.
Получив помощь от Мэрил, Снейк продвигается через минное поле и попадает под обстрел танка, управляемого Вулканом Рейвеном. Победив его, герой направляется в хранилище ядерного оружия, где вновь сталкивается с ниндзя. В ходе поединка выясняется, что этот киборг — старый знакомый, друг и противник Снейка — Грей Фокс, считавшийся погибшим в Занзибарии. Также Снейк находит Хэла Эммериха, известного как «Отакон», главного разработчика «Метал гир Рекс». Получив от него карточку четвёртого уровня доступа, герой разыскивает Мэрил и беседует с ней в женском туалете. Вскоре герои сталкиваются с ещё одним членом FOXHOUND, Психо Мантисом. Несмотря на все телепатические фокусы противника, Снейку удается одержать над ним верх. Пробравшись через пещеры с голодными волками, герои встречаются со Снайпером Вульф, которая тяжело ранит Мэрил и использует её как приманку для Снейка. Снейк понимает, что единственный шанс для него — снайперская винтовка, которая расположена практически в самом начале игры. Забрав PSG-1 и вернувшись за Мэрил, герой попадает в плен.
Затем Снейк впервые сталкивается с лидером террористов, Ликвидом Снейком.  Оцелот пытает Снейка электричеством: от того, сдастся Снейк, или нет, зависит получение одной из двух концовок игры. В перерывах между пытками Оцелот рассказывает герою свою мечту о том, что Россия вновь станет великой державой, и забирает у Снейка диск с результатами испытания «Рекса». Однако позже, при помощи Отакона или Грея Фокса, Снейку удается освободиться. Встретившись с Ликвидом, пилотирующим вертолет Hind D, Снейк вступает в бой и побеждает. Теперь путь героя лежит к подземной базе, на которой находится «Метал гир». На пути к ней он вновь сходится в дуэли со Снайпер Вульф, убивает её, после чего продолжает путь. Во время спуска на лифте с героем связывается инструктор Миллер и говорит Снейку о том, что Наоми, возможно, шпионка. Добравшемуся до оружейного склада Снейку приходится противостоять Рейвену. Перед смертью тот рассказывает, что шеф DARPA на самом деле был Декоем Октопусом, мастером перевоплощений из FOXHOUND, что ещё более запутывает картину.

Добравшись до помещения с «Рексом», Снейк должен остановить запуск, использовав особый ключ-карту, которая меняет цвета в зависимости от температуры. Использовав его три раза, герой обнаруживает, что только что сам запустил «Метал гир». С ним связывается Миллер и открывает своё настоящее лицо Ликвида (генетического «брата» Снейка). Всё это время Ликвид манипулировал Снейком, чтобы заполучить доступ к «Метал гиру» и к ядерной боеголовке. 

Снейк против Metal Gear REX.

 Теперь герою предстоит одолеть «Метал гир Рекс». При помощи Грея Фокса, вскоре убитого, герою удается это сделать.
Ликвид рассказывает Снейку о его и своем прошлом, раскрывает тайну останков Биг Босса и вызывает на рукопашную дуэль. Выясняется, что Ликвид Снейк, как и Солид Снейк — клоны одного и того же человека, Биг Босса, созданные как идеальные солдаты, однако Солиду Снейку достались доминантные признаки Биг Босса, а Ликвиду рецессивные, поэтому Ликвид ненавидит Солида Снейка. Также Ликвид ненавидит Биг Босса, поскольку тот счёл Ликвида худшим. Тело Биг Босса же было необходимо Ликвиду, чтобы вводить солдатам Ликвида его гены, и, таким образом, сделать их сильнее. Рядом находится связанная Мэрил. В зависимости от действий игрока во время пытки Мэрил оказывается жива или мертва.
В конце герои вновь вынуждены встретиться с Ликвидом, который, наконец, останавливается и умирает от сердечного приступа, подобно Бейкеру и лже-Андерсону. После продолжительных бесед по кодеку Снейк узнает, что в его крови находится вирус FOXDIE, который вызывает смерть определённых людей. Этот вирус ему ввела Наоми, чтобы убить как террористов, так и самого Снейка, поскольку хотела отомстить за Грея Фокса, своего опекуна, но, узнав, что Снейк не хотел его убивать, осознаёт свою ошибку. Этот вирус рано или поздно скажется на самом Снейке, и единственное, что он может сделать, — продолжать жить, не заботясь о своем происхождении или прошлом.
После титров слышен разговор Оцелота и президента (Солидуса Снейка, появляющегося в Metal Gear Solid 2: Sons of Liberty) об истинном значении событий на Шэдоу-Мозес. Оцелот упоминает, что на самом деле худшими генами обладал Солид Снейк, а лучшими — Ликвид.

## История разработки
Хидэо Кодзима изначально задумал разработку игры под названием Metal Gear 3 и выпустить её для консоли 3DO Interactive Multiplayer в 1994 году. Концепт-арты за авторством Ёдзи Синкавы, с момента Metal Gear Solid ставшего бессменным дизайнером персонажей серии, были включены в Policenauts: Pilot Disk от игры Policenauts. Впрочем, вскоре после выхода первой PlayStation разработку решили начать именно под неё, а не под 3DO Interactive Multiplayer.
После этого Кодзима решил переименовать Metal Gear 3 в Metal Gear Solid, поскольку на Западе предыдущие две игры, Metal Gear и Metal Gear 2: Solid Snake для MSX2, не были столь известны. Слово «Solid» Кодзима решил использовать потому, что это первая трёхмерная игра серии (одним из значений слова Solid на английском является «трёхмерный»). Кроме того, оно отсылает к Солиду Снейку, главному герою игры.
Непосредственно процесс разработки игры начался в середине 1995 года, а целью разработчиков было создать лучшую игру, когда-либо выходившую для PlayStation.
Разработчики стремились сделать игру максимально реалистичной для того времени, чтобы она стала более интересной и захватывающей. На ранних стадиях разработки подразделение SWAT города Ханнингтон-Бич консультировало разработчиков по вопросам об оружии, военной технике и взрывчатке. Эксперт по оружию Мотосада Мори также выступал в роли технического консультанта в исследовании военной тематики, во время которого разработчикам также пришлось съездить в Форт Ирвин, где проводились учения.  Кодзима высказывал мнение, что бессмысленно делать игру, если она не заставляет игрока поверить, что мир настоящий, именно поэтому его команда старалась прорабатывать игровой мир до мелочей.

## Кинематографическое представление
Все диалоги в игре, сюжетные и дополнительные, полностью озвучены профессиональными актёрами. Это касается как оригинальной японской версии, так и англоязычных релизов. Большая часть текста в игре приходится на переговоры между Снейком (Акио Оцука (яп. 大塚 明夫) и Дэвид Хейтер — японский и английский дубляж соответственно) и другими персонажами через устройство связи под названием кодек (англ. codec). Игра содержит более четырёх часов диалогов, которые разделены на два CD.
Сюжет раскрывают заставками на игровом движке. Эти вставки сделаны с применением технологии motion capture, разнообразных ракурсов камеры и спецэффектов. Технические ограничения платформы привели к тому, что рты персонажей неподвижны во время диалогов, а речь представлена в виде небольшого покачивания головы. Более реалистичные заставки появились в продолжении игры, Metal Gear Solid 2: Sons of Liberty на PlayStation 2.
Постмодернизм, символизм и секретные частоты
Одной из наиболее характерных черт проекта и своеобразным почерком Хидэо Кодзимы является использование многочисленных аллюзий, символов и изобразительных приёмов, напоминающих о постмодернизме.
Например, некоторые отрицательные персонажи обладают оригинальным внешним видом и возможностями, и, на первый взгляд, неуместны в серьёзном технотриллере, к которому номинально можно отнести MGS, подходя скорее комиксам или аниме.
В сюжет также вплетены мистические и фантастические составляющие, несмотря на очевидный реалистичный сеттинг игры.
В Metal Gear Solid существует несколько моментов, во время которых ломается четвёртая стена ― игра обращается непосредственно к игроку.

Солид Снейк говорит с Мэй Лин при помощи кодека — особой рации.

## Информация о выходе

### Выход в Японии
Две версии Metal Gear Solid были выпущены в Японии — обычная версия игры и премиум-версия, содержащая игру, футболку, буклет формата А4, наклейки на карту памяти, солдатский жетон отряда FOXHOUND и CD с саундтреком из оригинальной MSX-версии Metal Gear и Metal Gear 2: Solid Snake. Премиум-версия, вышедшая в Японии, продавалась в «серебряной» металлической коробке. Также была выпущена «золотая» версия только для акционеров Konami. И обычная, и премиум-версия вышли вместе с демо Gensô Suikoden II. Главную музыкальную тему игры написал композитор Таппи Ивасэ.

### Выход в Северной Америке
Metal Gear Solid был издан в Японии на 6 месяцев раньше, чем в Северной Америке. Как следствие задержки, американская версия игры имела небольшие изменения, внесённые во время локализации, как, например, выбор сложности (японская версия была эквивалентна легкой сложности американской с возможностью открыть режим «без радара» (англ. No Radar)) и «демо-театр» (англ. Demo Theater), в котором можно просмотреть все заставки и разговоры по кодеку, а также возможность открыть смокинг для Снейка и красный костюм для Грея Фокса. Добавления, внесенные в англоязычную версию, включая англоязычный дубляж, появились в Metal Gear Solid: Integral, изданном для PlayStation только в Японии.
В 1997 году первую и ключевую адаптацию сценария для американской версии Metal Gear Solid на PSX выполнил американский переводчик и режиссёр дубляжа Джереми Блаустин, адаптировав военную терминологию и драматическую составляющую диалогов для западного игрока. Придуманные им термины «кодек» или OSP (On-site procurement) впоследствии заимствовались следующими частями серии. К 20-летию годовщины выхода Metal Gear Solid Джереми признался, что занимался своевольным «улучшением», внося корректировки в оригинальный сценарий Кодзимы.

### Выход в Европе

Европейская обложка Metal Gear Solid.

В Европейском издании Metal Gear Solid игроки получили версию, дублированную на языке их страны. В комплекте шла демоверсия Silent Hill.
Премиум-версия также издали в Европе, хотя её содержимое отличалось от японской. Она содержала игру, саундтрек, футболку, открытки, солдатские жетоны, двусторонний постер и наклейки на карту памяти. Солдатские жетоны обладали дизайном схожим с логотипами Metal Gear Solid и Konami, в отличие от FOXHOUND-дизайна японской версии.
Кроме того, европейская версия отличается от американской наличием более высокого уровня сложности «Экстрим» (англ. Extreme), который открывается после одного полного прохождения.

### Metal Gear Solid: Integral
Изданный 24 июня 1999 года только для Японии, Metal Gear Solid: Integral включал в себя дополнения из американской и европейской версий и дополнительный диск с полностью оригинальным содержанием.
Новыми добавлениями в Integral стали:
- новый уровень сложности «Very Easy», на котором игроку изначально давался автомат MP5 с бесконечными патронами и глушителем.
- новый костюм для Мерил, по дизайну схожий с костюмом Солида Снейка.
- открываемые режимы игры «от первого лица» и «Alternate Round» (охранники ходят по другим маршрутам).
- дополнительная радиочастота с сообщениями от разработчиков и секретной музыкой (140.07).
- игроки могли загрузить данные на PocketStation, чтобы поиграть в специальную миссию с Наоми или обменяться информацией с другими игроками.

Хотя PlayStation-версия Metal Gear Solid: Integral никогда не была издана за пределами Японии, она была портирована на PC для западных рынков. Microsoft Windows-версия Metal Gear Solid, изданная в 2000 году в Северной Америке и Европе, на самом деле создана из Integral и использует то же название на заглавном экране.

### VR Missions
VR-диск, входящий в состав Integral, был издан как отдельная игра для англоязычных рынков: в Америке как Metal Gear Solid: VR Missions (издан 30 сентября 1999 года), в Европе как Metal Gear Solid: Special Missions (издан 29 октября 1999 года). Европейская версия требовала оригинальной копии MGS. Этот диск включал в себя 300 тренировочных миссий в виртуальной реальности, а также 3 ролика Metal Gear Solid. Новым был и режим «Photoshoot», в котором игрок мог делать фотографии Мэй Лин и Наоми Хантер. Кроме того, в игре была хорошо запрятанная картинка Metal Gear RAY из Metal Gear Solid 2: Sons of Liberty.

## Оценка
| Сводный рейтинг | Сводный рейтинг           |
| Агрегатор       | Оценка                    |
| --------------- | ------------------------- |
| GameRankings    | 93,24 % (PS) 84,22 % (PC) |

| Сводный рейтинг | Сводный рейтинг |
| Агрегатор       | Оценка          |
| --------------- | --------------- |
| GameRankings    | 70,64 %         |

Metal Gear Solid разошёлся по миру тиражом более чем в 6 миллионов экземпляров. Игра часто называлась различными игровыми изданиями одной из лучших для PlayStation ― например, проект был первым победителем «Platinum Award» (получил все 4 максимальных балла) журнала Electronic Gaming Monthly, а российский журнал «Страна Игр» поставил ему 9 баллов из 10.
Возможности 3D-графики и бо́льшая ёмкость формата CD-ROM по сравнению с форматом картриджа дали возможность создать более продвинутую версию того, что Хидэо Кодзима представил ранее в играх Metal Gear и Metal Gear 2: Solid Snake. MGS показал, что сложную и комплексную историю, затрагивающую многие философские проблемы, можно рассказать не только в кино или литературе, но и в компьютерных играх.
После первого ролика, показанного на E3 в 1997 году, Metal Gear Solid стала одной из самых ожидаемых игр своего времени и возглавила чарты продаж в 1998 году.